# Вестхаузен (Гота)
Вестхаузен (нем. Westhausen) — община в Германии, в земле Тюрингия.
Входит в состав района Гота. Подчиняется управлению Миттлерес Нессеталь. Население составляет 527 человек (на 31 декабря 2010 года). Занимает площадь 4,68 км².